# Аргентино-турецкие отношения
Аргентино-турецкие отношения — двусторонние дипломатические отношения между Аргентиной и Турцией.

## История
В 1982 году отношения между странами испортились, так как Турция высказала полную политическую поддержку действиям Великобритании во время Фолклендской войны с Аргентиной. В 1992 году президент Аргентины Карлос Менем стал первым главой государства из Южной Америки, посетившим с официальным визитом Турцию. 24 апреля 2007 года национальный конгресс Аргентины признал факт геноцида армян силами Османской империи, несмотря на дипломатическое давление турецкой стороны. Турция выразила сожаление в связи с признанием Аргентины факта геноцида армян, что повлекло за собой отзыв посла из Буэнос-Айреса для осуществления анализа сложившихся аргентино-турецких отношений в здании министерства иностранных дел Турции в Анкаре.
До признания национальным конгрессом Аргентины факта геноцида армян, отношения с Турцией были на достаточно неплохом уровне, страны испытывали схожее мнение по большинству международных вопросов, стоявших на повестке дня в ООН. В британских СМИ отмечалось, что работа посольства Турции в Буэнос-Айресе не очень эффективна, что не способствует возможности дальнейшего улучшения отношений и расширения влияния в других странах Латинской Америки. Фонд аргентино-турецкой дружбы, основанный в Аргентине, содействует культурному обмену между нациями, проводит занятия по турецкой кухне, семинары по турецкому языку и иногда раздаёт еду бедным.

## Торговые отношения
Между странами подписано Соглашение о торгово-экономическом сотрудничестве. В 2008 год экспорт Турции в Аргентину составил сумму 35 миллионов долларов США, в то время как экспорт Аргентины в Турцию составил сумму 221 миллион долларов США. Аргентина является третьим по величине экономическим партнёром Турции в Латинской Америке, после Бразилии и Мексики.